# مئذنة كرات
مئذنة كرات (بالفارسية: میل کرات) هي مئذنة تاريخية تعود إلى عصر الدولة السلجوقية، وتقع في تايباد.